# Wolfgang Kreutter

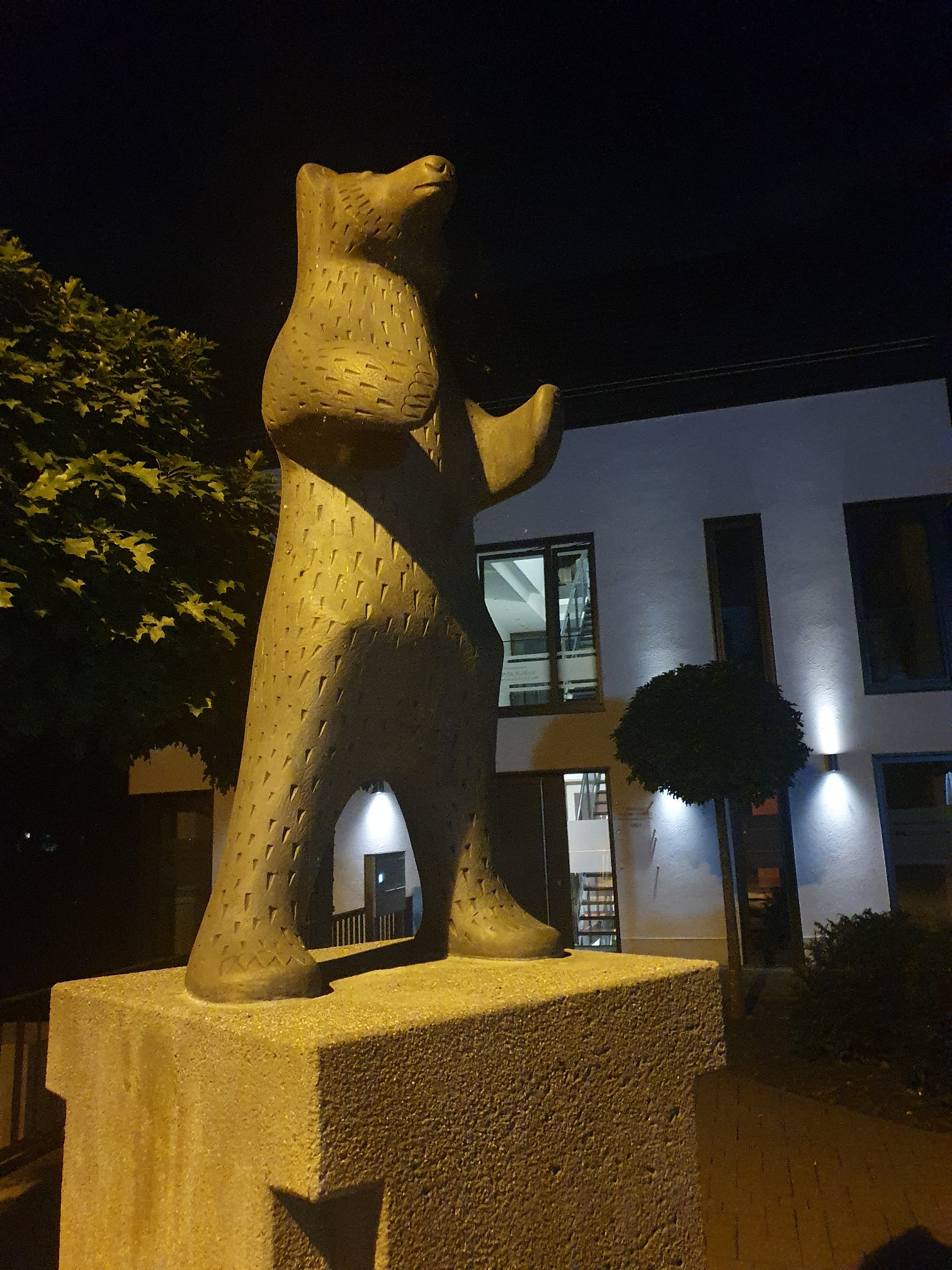
Bronzeskulptur "Berleburger Bär" von Wolfgang Kreutter an der Bärenbrücke, Bad Berleburg.

Wolfgang Kreutter (* 22. Juli 1924 in Siegen; † 13. November 1989 in Stadtlohn) war ein deutscher Bildhauer, der sich vorrangig mit den Materialien Stein, Holz und Bronze auseinandersetzte.

## Leben
Kreutter war jüngstes von drei Kindern des Prokuristen der Deutschen Bank in Siegen, Heinrich Kreutter, und seiner Frau Sophie, geb. Kröner. Er besuchte von 1934 an das Siegener Gymnasium Am Löhrtor, das er 1943 mit dem Notabitur verließ. Danach wurde er zum Kriegsdienst im Zweiten Weltkrieg eingezogen, wo er bei den Gebirgsjägern Verwendung fand und unter anderem in Finnland stationiert wurde. Zum Kriegsende kam Kreutter sechs Wochen in US-amerikanische Kriegsgefangenschaft und kehrte im Juli 1945 nach Siegen zurück.
Wenig später begann er eine Lehre als Drechsler und Holzbildhauer auf dem Hof des Drechslermeisters und Landschaftsmalers Ludwig Florin (1889–1985) am Dödesberg, nordöstlich von Berleburg. Seine Gesellenprüfung legte er 1947 mit der Anfertigung eines Spinnrads ab. Im selben Jahr besuchte er die Landeskunstschule Hamburg. Er wurde Assistent des 1946 nach Hamburg berufenen Bildhauers Edwin Scharff (1887–1955). Kreutter traf an derselben Schule auf den dort lehrenden Bildhauer und Graphiker Gerhard Marcks (1889–1981), der ihn weiter inspirierte. Seine Ausbildung finanzierte er durch Drechslerarbeiten während der Semesterferien am Hof Florin und Verkauf seiner Objekte.

Ab 1950 betätigte Kreutter sich als freischaffender Bildhauer, wobei er die Materialien Stein, Holz und Bronze bevorzugte. Zwischen 1957 und 1960 unternahm er Versuche mit den ihm bis dahin unbekannten Materialien Eisen und Glas. Parallel dazu entwarf er Buchillustrationen und Buchumschläge zu der in Münster erscheinenden „Kleinen westfälischen Reihe“ von Lene Bertelsmann. Zwischen 1955 und 1989 widmete er sich überwiegend der Sakralkunst. Für über 100 Kirchen, Gemeindehäuser und Kapellen in Westfalen und über die Region hinaus gestaltete er die Innenräume und errichtete Mahn- und Totenmale im öffentlichen Raum. Grundlage hierfür war eine vertragliche Zusammenarbeit mit dem Landeskirchenamt der Evangelischen Kirche von Westfalen in Bielefeld und dem Bochumer Architekten Kurt Peter Kremer, die etwa ab 1957 begann. 

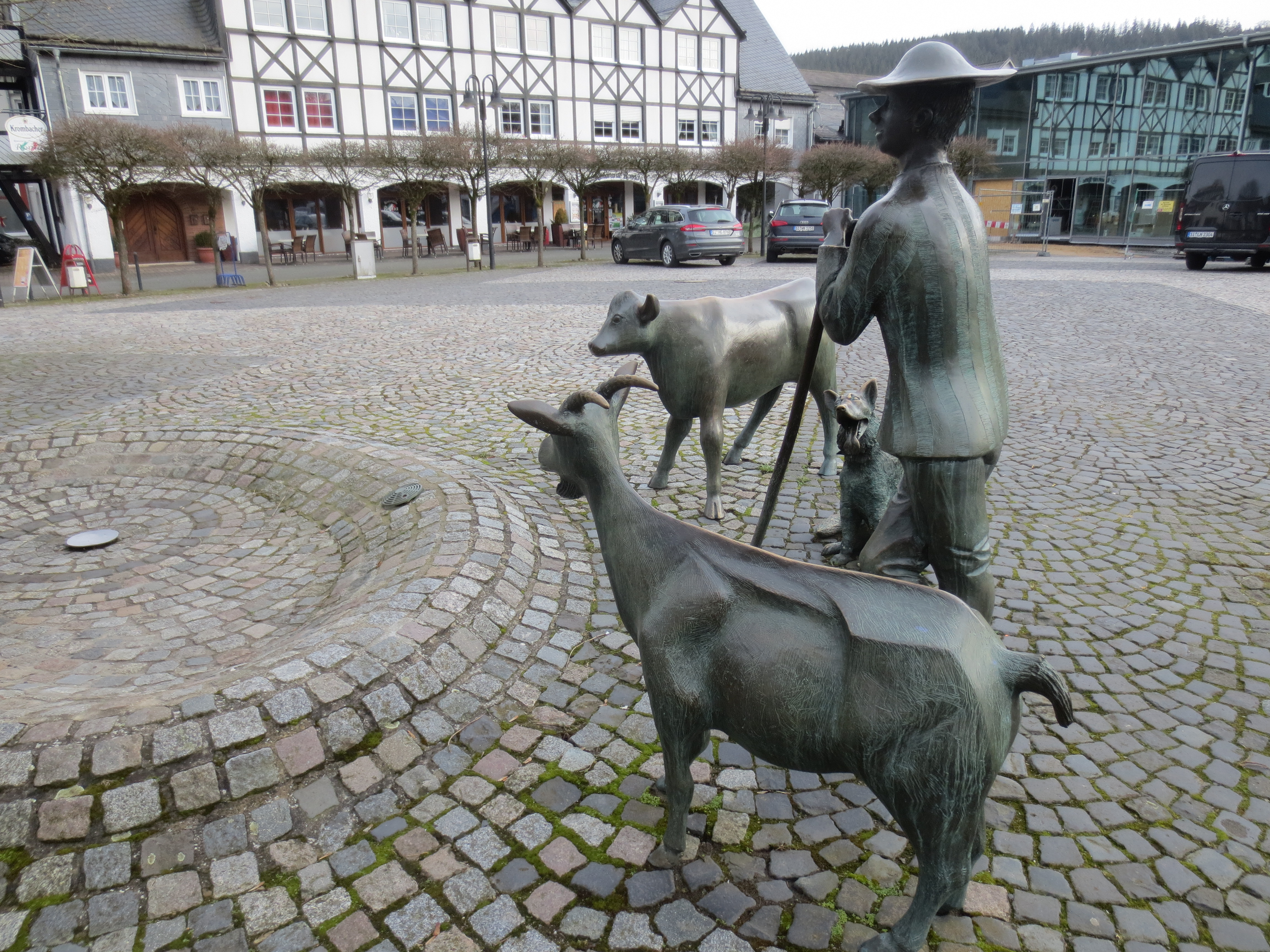
Skulptur mit Brunnen: „Hütejunge“ von Wolfgang Kreutter am Marktplatz Bad Berleburg.

Kreutter wurde 1964 Mitglied des Beirates für Kirchbau und kirchliche Kunst der Evangelischen Kirche von Westfalen. Ab 1952 nahm er einen Lehrauftrag als Kunsterzieher am Johannes-Althusius-Gymnasium in Bad Berleburg an, den er bis 1966 neben seinem freien Schaffen wahrnahm. 1962 wurde am Berleburger Gymnasium auf Anregung von Wolfgang Kreutter die Einführung der Johannes Althusius-Plakette beschlossen, mit der ab 1963 die Besten des jeweiligen Abiturienten-Jahrgangs und wenige Personen des öffentlichen Lebens geehrt werden. Kreutter entwarf auch den Rohling der Plakette.
Im Rahmen seiner pädagogischen Tätigkeit entstanden in der Zeit von 1957 bis 1969 mehrere Fernsehsendungen für Kinder im 1. Programm des WDR, zunächst unter dem Moderator Walter Erasmy, ab 1958 in eigener Regie. Mit seinen eigenen Kindern und Kindern seiner Gymnasialklassen stellte er dort Gestaltungsaufgaben als Anregung schöpferischen Tuns. Dabei entwickelte er bereits Vorformen der späteren Gameshows.
Ab 1964 erfolgte an seinem Berleburger Wohnsitz am Dödesberg der Bau eines neuen Ateliers nach den Plänen des Architekten Kremer. Zwei Jahre später fand im Atelier die erste Ausstellung seiner Plastiken aus den Jahren 1950–1966 statt. Neben seinen figürlichen Bronzearbeiten und der sakralen Kunst wandte Kreutter sich zwischen 1970 und 1986 architektonischen Arbeiten an Großbauten, Fassadenelementen und Wandgestaltungen zu. Hierzu nutzte er teilweise die jeweils in der Region vorkommenden Materialien, unter anderem Schiefer, Glasmosaik (z. B. Foyers des Siegener Kreishauses und der Hauptgeschäftsstelle der Sparkasse Wittgenstein in Bad Berleburg), Edelstahl (Stadtwerke Münster), Aluminium, Polymerbeton (Senckenberganlage Frankfurt).
Zu Beginn der 1980er Jahre wurden auf Anregung des damaligen Kreisheimatpflegers Wolfgang Kreutter etliche Backhäuser im Kreis Wittgenstein restauriert. Er gehört auch zu den Initiatoren des Bad Berleburger Brotmarkts. Bei der Herausgabe der Heimatbücher Wittgenstein I, II und III war er für den Einband und die Titelblätter gestalterisch tätig.
1986 siedelte Kreutter von Bad Berleburg nach Stadtlohn um, nachdem er dort in einer ehemaligen Schule im Ortsteil Almsick sein Atelier und seine Galerie eingerichtet hatte. Am 13. November 1989 starb Wolfgang Kreutter im Alter von 65 Jahren in Stadtlohn und wurde später in Siegen beigesetzt.

## Ehrungen und Auszeichnungen
- 1951: Dritter Preis im Wettbewerb für das neue 5-DM-Stück
- 1954: Erster Preis Dankspende des Deutschen Volkes
- 1955: Preis des Kunsthandwerks von Nordrhein-Westfalen
- 1966: Johannes-Althusius-Plakette
- 1970: Ehrenpreis des Bischofs von Münster, Heinrich Tenhumberg
- 1971: NRW-Staatspreis, verliehen durch den damaligen Wissenschaftsminister Johannes Rau für sein Magnetbild Schwarzes Rechteck – Gelbe Scheibe

## Familie
Wolfgang Kreutter heiratete am 7. August 1949 die Tochter seines Lehrherrn, Emilie Luise (Milli) Florin. Aus der Ehe gingen fünf Kinder hervor, die bis auf den jüngsten Sohn alle ebenfalls künstlerisch tätig sind. Martin Kreutter ist Fotograf, Gesine Kreutter Launhardt hat eine Töpferei, Angelika Kreutter ist Malerin und Kunsttherapeutin, und Annette Kreutter ist Goldschmiedin.

## Skulpturen im öffentlichen Raum (Auswahl)
- Fassade der ehemaligen Alexander-Mack-Hauptschule in Schwarzenau.1956.
- Skulptur Hütejunge mit Tieren auf dem Marktplatz in Bad Berleburg, 1989. Die Figur des Hirtenjungen und die des Kalbes wurden von dem Bildhauer Hans Gerd Ruwe vollendet.[10]
- Mosaik im Treppenhaus der Hauptstelle der Sparkasse Wittgenstein, Poststr. 15 in Bad Berleburg, 1978.
- Glockenspiel an der Fassade der Sparkasse Wittgenstein in Bad Berleburg, 1978.
- Schneegänse (Kraniche) an der Fassade einer Apotheke, Poststr. 15 in Bad Berleburg. 1978.
- Ländlicher Zug, Keramikrelief für die Volksbank Wittgenstein, 1968. Beim Neubau verlagert zum Johannes-Althusius-Gymnasium in Bad Berleburg.
- Brillenmacher, Außenfassade eines Optikergeschäfts, Poststr. 51 in Bad Berleburg. 1978.
- Taufständer, Taufschale, ev. Stadtkirche, Schloßstr. in Bad Berleburg, 1970.
- Kreuzfenster im Altarraum der Stadtkirche, Schloßstr. in Bad Berleburg, 1970.
- Schieferstelen und Bronzekreuz, Totenmal auf dem städt. Friedhof Am Sengelsberg in Bad Berleburg, 1961.
- Biblisches Schieferrelief (Samariterszene) im Nebeneingang des Johannes-Althusius-Gymnasiums, Im Herrengarten 11, Bad Berleburg, 1956.
- Ehrenmal für die Gefallenen beider Weltkriege auf dem Friedhof  Am Billing in Schwarzenau. 1962.
- Mosaik-Außenwandgestaltung an der Sparkasse, Talstraße in Erndtebrück, 1979.
- Emporenbrüstung in der ev. Kirche, Kirchplatz 2 in Erndtebrück, 1974.
- Mahnmal mit Bronzekreuz in der Kirchturmshalle der ev. Kirche in Girkhausen, 1961.
- Fenster (Bleiverglasung) an der Friedhofskapelle in Schüllar, 1989.
- Kreuz mit Szenen aus dem Leben Jesu (Bronze), Ev. Kirche in Fischelbach, 1962.
- Fenster (Bleiverglasung), ev. Kirche, Rainstr. 7 in Niederlaasphe, 1969.
- Kanzel, Tisch, Taufschale, ev. Kirche, Lahnhofweg 2 in Volkholz, 1968.
- Das junge Paar, Bronzeskulptur im Rathauspark in Bad Laasphe, 1981
- Wandkreuz mit Dornenkrone, Altar, Bodenleuchter, Fenster, Christuskirche, Gemmericher Str. 41 in Ahlen, 1973
- Kreuz (Bronzeguss mit Messingrahmen), Altar und Kanzel (Eiche), Taufständer und -schale, Altarleuchter, Fenster(Bleiverglasung), Neustadtkirche, Gemmericher Str. 41 in Ahlen. 1973
- Schriftkreuz (Bronze), Bibelpult (Holz), Altarleuchter (Bronze), Pauluskirche, Raiffeisenstr. 3 in Ahlen. 1987
- Taufständer (Holz), Taufschale (Bronze), Altarleuchter (Bronze), Vater-unser-Fenster (6) mit vorgehängter Bleiverglasung, ev. Gemeindezentrum, Astenweg 15 in Ahlen, 1974 und 1980.
- Altarkreuz mit Korpus, Taufschale, Altarleuchter (Bronze), ev. Kirche, Friedrichstr. 2 in Bad Lippspringe. 1962.
- Hängekreuz mit Korpus (Bronze), Altar und Kanzel, Taufständer (Thüster Kalkstein), Taufschale (Bronze), Luther-Kirche, Rünther Str. 42 in Rünthe.
- Taufschale (Bronze) auf historischem Taufstein, Altarleuchter (Bronze mit Bergkristall), Georgkirche, St.-Georg-Str. 11 in Amelunxen.

## Ausstellungen
- 1954 Siegen, Kassette
- 1959 Bochum, Bergbaumuseum
- 1963 Siegen, Haus Seel
- 1964 Dortmund, HHG-Haus
- 1966, 1967, 1968 Atelier-Ausstellungen
- 1968 Cortland (New York), Universität, USA
- 1969 Würzburg, Stadttheater
- 1969 Frankfurt, Galerie Pfeil
- 1970 Siegen, Galerie Kleine, Oldenburg, Kunstverein, Wuppertal, Galerie Becker
- 1971 Atelier-Ausstellung, Frankfurt, Zürich-Galerie Leptien
- 1972 Helsinki, Galerie Pinx Tampere, Museum für moderne Kunst und sieben weitere finnische Städte auf Einladung der Goethe-Gesellschaft.
- 1974 und 1976, Atelier-Ausstellungen
- 1977 Siegen, Haus Seel, (Bronzen 1950–1977), Biberach, Volksbank-Galerie
- 1978 Atelier-Ausstellung, Bad Sassendorf, Gartenstr. 12, Bad Waldliesborn, Kurhaus.
- 1979 Würzburg, Otto-Richter-Halle, Bremen, Galerie Khoury
- 1980 Atelier-Ausstellung, Berlin, Galerie in der Zitadelle, Galerie Klostermühle Hude, Paris, St. Maur, Museum, Ausstellung mit der Arbeitsgemeinschaft Siegerländer Künstler, Liesborn, Museum in der Abtei, Wetzlar, Städtische Galerie, Hemer, Galerie Monika
- 1981 Dortmund, Kunstverein, Essen, Galerie der Stadt, Marburg, Kunstverein, Vreden, VHS Rathaus, Ochtrup, VHS Volksbank, Willebadessen, Europäischer Skulpturenpark.
- 1982 Atelier-Ausstellung, Werl, Stadthalle, Soest, Wilhelm-Morgner-Haus
- 1985 Versmold, Galerie (Holzcollagen, zusammen mit Hermann Falke).
- 1987 Erste Galerie-Ausstellung in Almsick (Stadtlohn), Ibbenbüren, Mitgestaltung der Kunstwege durch Ibbenbüren.
- 1988 Zweite Galerie-Ausstellung in Almsick.
- 1993 Wolfgang-Kreutter-Retrospektive in der Ev. Akademie Iserlohn (Haus Ortlohn): Die Kunst und die Kongruenz von Kreuz und Leben.

(Quelle:)

## Sammlung Kreutter im Raum
Am 27. Juli 2023 stellten Bad Berleburger Kunstinteressierte ein neues Kulturprojekt vor, bei dem die Arbeiten Kreutters im Bad Berleburger Stadtgebiet im Fokus stehen. Im Rahmen einer geführten Tour mittels Faltplan oder digital via Smartphone können 14 Werke des Künstlers im Stadtzentrum innerhalb von zwei Stunden besichtigt werden; sechs weitere Werke werden außerhalb der Kernstadt in Raumland, Schwarzenau, Wemlighausen, Schüllar und Girkhausen vorgestellt und laden zu Ergänzungstouren ein. Des Weiteren bietet dieses Projekt die Besichtigung einer Privatsammlung in Bad Berleburg an, bei der Arbeiten Kreutters und anderer Künstler zu sehen sind.

## Filmografie
- Spiel mit!, 1960–1962, Spielshow für Kinder und Jugendliche. Zu gewinnen gab es Bonbons. Ab 1962 übernahm Peter René Körner die Moderation der Sendung, die danach den Titel Spiel mit René erhielt.
- Die kleine Akademie, 1961–1963
- Wolfgang Kreutters Klapperstunde, 1964–1966
- Die Litfaßsäule, 1966–1967